# Orka
Orka es una serie española de historietas de ciencia ficción protagonizada por el personaje del mismo nombre, con guion de Antonio Segura y dibujos de Luis Bermejo, y publicada en la revista Cimoc.

## Ediciones

### Revista Cimoc
- n.º 21 al 23: La pirámide del sol negro (en color)
- n.º 44 : El hombre de la cofradía (en blanco y negro)
- n.º 45 : Los Gorkis (en blanco y negro)